# مریم جعفرخانی کرمانی
مریم جعفرخانی کرمانی دارای دکتری بیوتکنولوژی گیاهی، عضو هیئت علمی مؤسسه تحقیقات بیوتکنولوژی کشاورزی ایران و مدیر تولید و توسعه یافته‌های تحقیقاتی پژوهشکده بیوتکنولوژی کشاورزی است. او از سال ۱۳۸۴، تا کنون به عنوان عضو هیئت علمی در پژوهشکده بیوتکنولوژی کشاورزی ایران و هماهنگ‌کننده شبکهٔ بیوتکنولوژی کشاورزی ECO مشغول به کار است. مریم جعفرخانی کرمانی به عنوان محقق و پژوهشگر نمونه زن کشور، سال ۱۳۸۷ در زمینه فعالیت‌های تحقیقات بیوتکنولوژی از رئیس‌جمهوری ایران لوح تقدیر دریافت کرد. مریم جعفرخانی کرمانی در اولین انتخابات انجمن گل و گیاهان زینتی ایران در اردیبهشت سال ۱۳۹۲ به عنوان عضو هیئت مدیره انجمن گل و گیاهان زینتی ایران برگزیده شد و به عنوان خزانه دار هیئت مدیره این انجمن مشغول به کار است. وی در دومین انتخابات انجمن گل و گیاهان زینتی ایران نیز، از سوی اعضای «انجمن گل و گیاهان زینتی ایران» برای عضویت در هیئت مدیرهٔ این انجمن مجدداً منتخب‌شد. «انجمن گل و گیاهان زینتی ایران» فعالیت‌های خود را «زیر نظر وزارت علوم، تحقیقات و فناوری» در دسته‌بندی علوم پایه، به انجام می‌رساند.
جعفرخانی کرمانی در سال ۱۳۹۳ دبیر علمی اولین همایش ملی گل و گیاهان زینتی ایران بود، این کنگره تاکنون (سال ۱۳۹۷ هجری‌شمسی) پی در پی با هدف ارتقاء دانش و ایجاد ارتباط بین متخصصین و محققین داخلی ایرانی و مطرح بین‌المللی و معرفی پژوهش‌ها و دستاوردهای جدید در زمینه‌های مختلف علوم و تولیدات تجاری گل و گیاهان زینتی با تعیین محورهای مختلف در حوزه گل و گیاهان زینتی برگزار شده و در سال ۱۳۹۷ نیز «دومین کنگره بین‌المللی» و «سومین کنگره ملی» گل و گیاهان زینتی ایران با همکاری مجری طرح توسعه گلخانه‌های ایران (معاونت باغبانی وزارت جهادکشاورزی) در محلات برگزار شد. ارائه تازه‌های علمی، همکاری‌های نوین و تشریح رویکرد توسعه گلخانه‌های کشور ایران، در زمینه گل و گیاهان زینتی از ویژگی‌های این کنگره هستند، جعفرخانی کرمانی سردبیر مجلهٔ علمی ترویجی گل و گیاهان زینتی ایران نیز است. مجله علمی ترویجی گل و گیاهان زینتی، توسط پژوهشکده ملی گل و گیاهان زینتی و باهدف اطلاع‌رسانی پیشرفت‌ها و گسترش علوم مربوطه منتشر می‌شود؛ و فرایند پذیرش مقاله بدین‌شکل است که ابتدا مقاله توسط مؤلف فرستاده می‌شود و پس از مطرح شدن در هیت تحریریه و در صورت تأیید برای داوران منتخب ارسال خواهد شد؛ و نتایج داوری و در صورت لزوم پیشنهادات اصلاحی برای مؤلف ارسال و پس از انجام اصلاحات و در صورت تأیید داور نهایی مورد پذیرش چاپ قرار خواهد گرفت.

## فعالیت‌ها
از فعالیت‌های مریم جعفرخانی کرمانی می‌توان به تحقیقات گسترده او و تیم تحقیقاتی همکارش بر روی به نژادی و اصلاح ارقام گل رز که منجر به ایجاد ارقام جدید شده‌است اشاره نمود. او برای «اولین بار» دانش فنی «تولید انبوه نهال‌های سالم سیب با بکارگیری فناوری کشت بافت» را ایجاد نموده‌است، با دانش فنی تولید نهال برتر به روش کشت بافت، افزایش ۳۰ درصدی در عملکرد سیب محقق شد و تحولی بزرگ در عملکرد سیب درختی رخ داد.
وی مجری طرح تولید انبوه واریته گل رز در پژوهشکده بیوتکنولوژی کشاورزی ایران واقع شده در کرج است و با هدف کاهش نیاز بازار کشور ایران به ارقام گل رز خارجی، در این پژوهشکده بیوتکنولوژی کشاورزی، اقدام به تهیه "پروتکل تولید انبوه رز با روش کشت بافت " کرده‌است. کشت بافت روشی آزمایشگاهی است که به وسیله آن می‌توان انبوه گیاه در حد میلیون‌ها شاخه را در مدت زمان کوتاهی تولید کرد و مزیت اصلی آن در قیاس با روش‌های سنتی تکثیر، تهیه گل و گیاهانی عاری از هرگونه بیماری و آلودگی است، و در این روش گیاهان در شرایط آزمایشگاهی در درون شیشه قرار گرفته و با تنظیم هورمون‌های رشد و املاح و نمک‌ها در شرایط محیطی کنترل شده در تمام فصل‌های سال قابل تکثیر هستند و گیاهان کشت بافتی پس از ریشه دار شدن به گلخانه‌های سازگار و در نهایت به گلخانه‌های تجاری برای تولید گل شاخه بریده منتقل می‌شوند.
دانش فنی تولید انبوه گل رز با روش کشت بافت برای ارقام بازار پسند توسط محققان پژوهشکده بیوتکنولوژی کشاورزی تهیه شده‌است.

### ایجاد تحول با تولید نهال‌های باغات سیب به روش کشت بافت
افزایش ۳۰ درصدی عملکرد باغات سیب از طریق تولید نهال‌های برتر به روش کشت بافت، از جمله نتایج فعالیت‌های مریم جعفرخانی کرمانی در پژوهشکده بیوتکنولوژی کشاورزی است و به گزارش خبرگزاری ایسنا، با انتقال دانش فنی تولید نهال سیب مالینگ از طریق کشت بافت به بخش خصوصی ایران شرکت‌های دریافت‌کننده این دانش فنی اقدام به تولید نهال‌های سالم و شناسنامه‌دار کرده‌اند و با عرضه این فناوری می‌توان بازسازی نهالستان‌ها را در طی ۸ تا ۹ سال کامل کرده و تولید سیب کشور ایران را با حفظ سطح زیر کشت، تا میزان ۲ برابر (یعنی افزایش ۱۰۰ درصدی) افزایش داد. با دانش فنی تولید نهال برتر به روش کشت بافت و افزایش ۳۰ درصدی در عملکرد سیب تحولی بزرگ در عملکرد سیب درختی ایران رخ داد. مریم جعفرخانی کرمانی، مجری این طرح که برای اولین بار دانش فنی «تولید تولید انبوه نهال‌های سالم سیب با بکارگیری فناوری کشت بافت» را ایجاد نموده و آن را به شرکت‌های بخش خصوصی منتقل کرد، در گفتگو با خبرگزاری ایسنا اظهار کرد، انتظار می‌رود با بازسازی باغات قدیمی و احداث باغ‌های جدید در جهت کم کردن فاصله عملکرد سیب ایران، از ۱۶ تن در هکتار در بهمن ۱۳۸۷ به ۳۲ تن در هکتار در وضعیت ایدئال دست یافت.

### دستاوردهای علمی
- تولید ۴ رقم جدید رز (دو تتراپلوئید از گیاهان دیپلوئید: 'Thérèse Bugnet' و 'Pink Surprise'و دو هگزاپلوئید از گیاهان تریپلوئید: 'Alister Stella Gray x Abraham Darby' و 'New dawn') که در حال حاضر در کمپانی دیوید آستین در برنامه‌های اصلاح رز مورد استفاده قرار می‌گیرند. (سال: ۲۰۰۱)[۲۴]
- تولید ۱ رقم جدید رز (گیاه هگزاپلوئید از گیاه تریپلوئید 'Iceberg').[۲۵]
- ثبت اختراع[۲۶][۲۷] «پروتکل تولید انبوه دوپایه سیب رقم‌های مالینگ[۲۸][۲۶][۲۹] مرتون ۱۰۶ و 111 (MM111 and MM106) از طریق کشت بافت» در سازمان علمی، پژوهش‌های صنعتی[۳۰]
- ثبت اختراع «فرایند تولید ارقام گیاهی با روش افزایش میزان ماده وراثتی»
- ثبت اختراع «فرایند تکثیر انبوه ۱۵ رقم تجاری رز از طریق کشت بافت»
- کشف گونه جدید رز با نام R. abrica و ثبت آن در مجله رستنی‌ها[۳۱][۳۲][۳۳][۳۴][۳۵] (به عنوان همکار)
- تدوین پروتوکل تولید انبوه نهال‌های سالم سیب با بکارگیری فناوری کشت بافت[۱۷]

### دستاوردهای در سطح پایلوت یا تولید آزمایشگاهی
- تدوین پروتوکل تولید انبوه عناب با بکارگیری فناوری کشت بافت[۳۶][۳۷][۳۸]

### جوایز
- دریافت جایزه زن نخبه و برگزیده از رئیس‌جمهور برای تدوین پروتوکل تولید انبوه پایه‌های سیب و انتقال آن به بخش خصوصی[۲۶][۲۷] در سال ۱۳۸۷[۲۸][۳۹]
- دریافت تقدیر نامه از وزیر جهاد کشاورزی برای دستیابی به پروتوکل تولید انبوه ارقام تجاری و بازار پسند رز از طریق تکنیک کشت بافت[۳۹] در سال ۱۳۹۰[۴۰]
- کسب عنوان پژوهشگر برتر وزارت جهاد کشاورزی در سال ۹۰[۴۰]

## نگارخانه

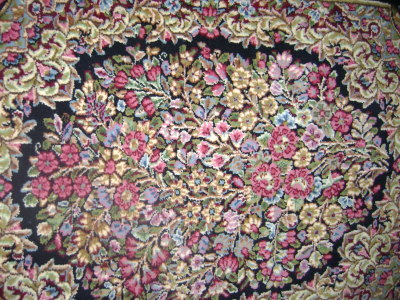
گل رز در فرشی بافته شده در شهر راور در استان کرمان
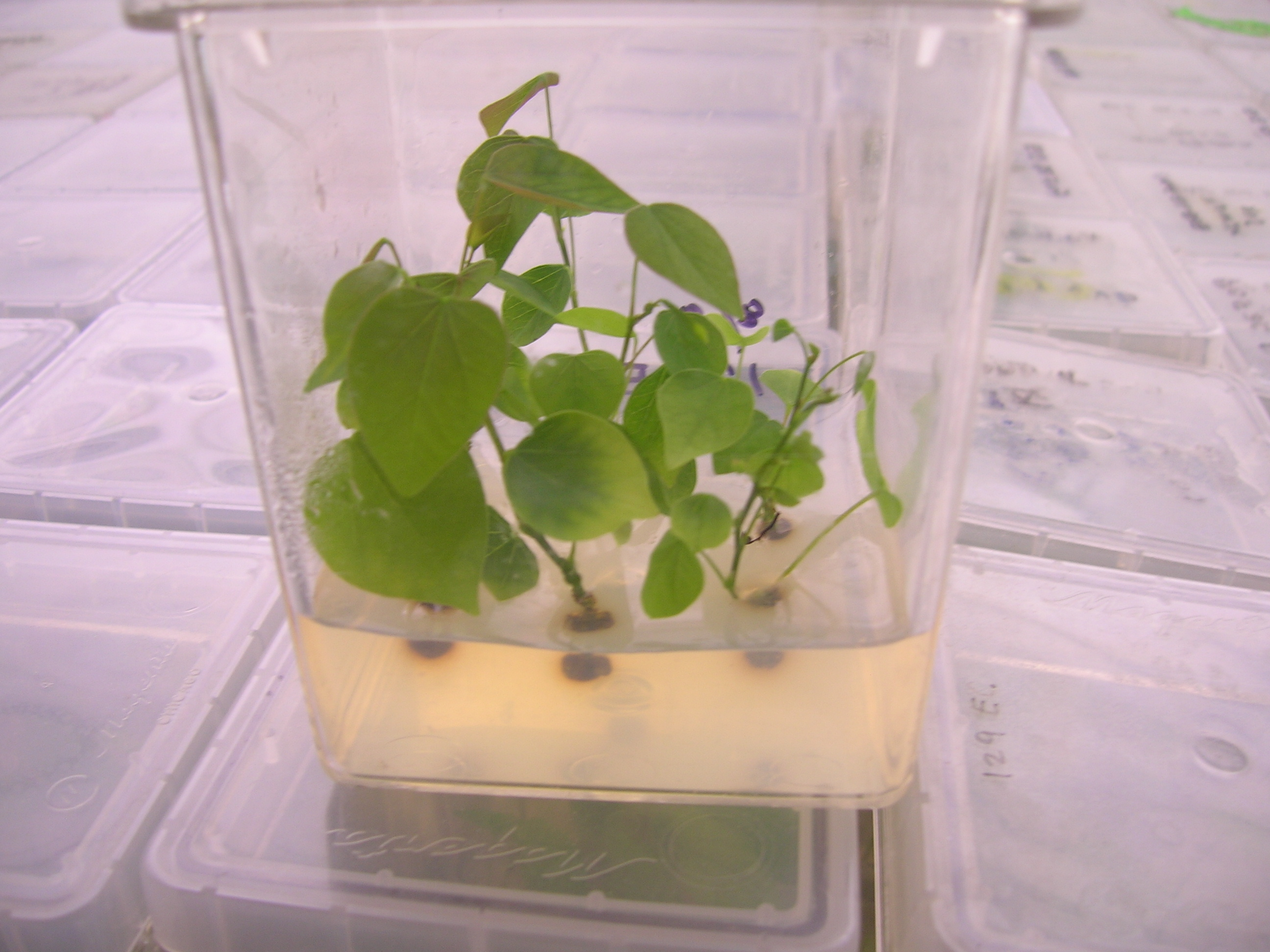
کشت‌بافت گیاه ارغوان